# Västgötagatan

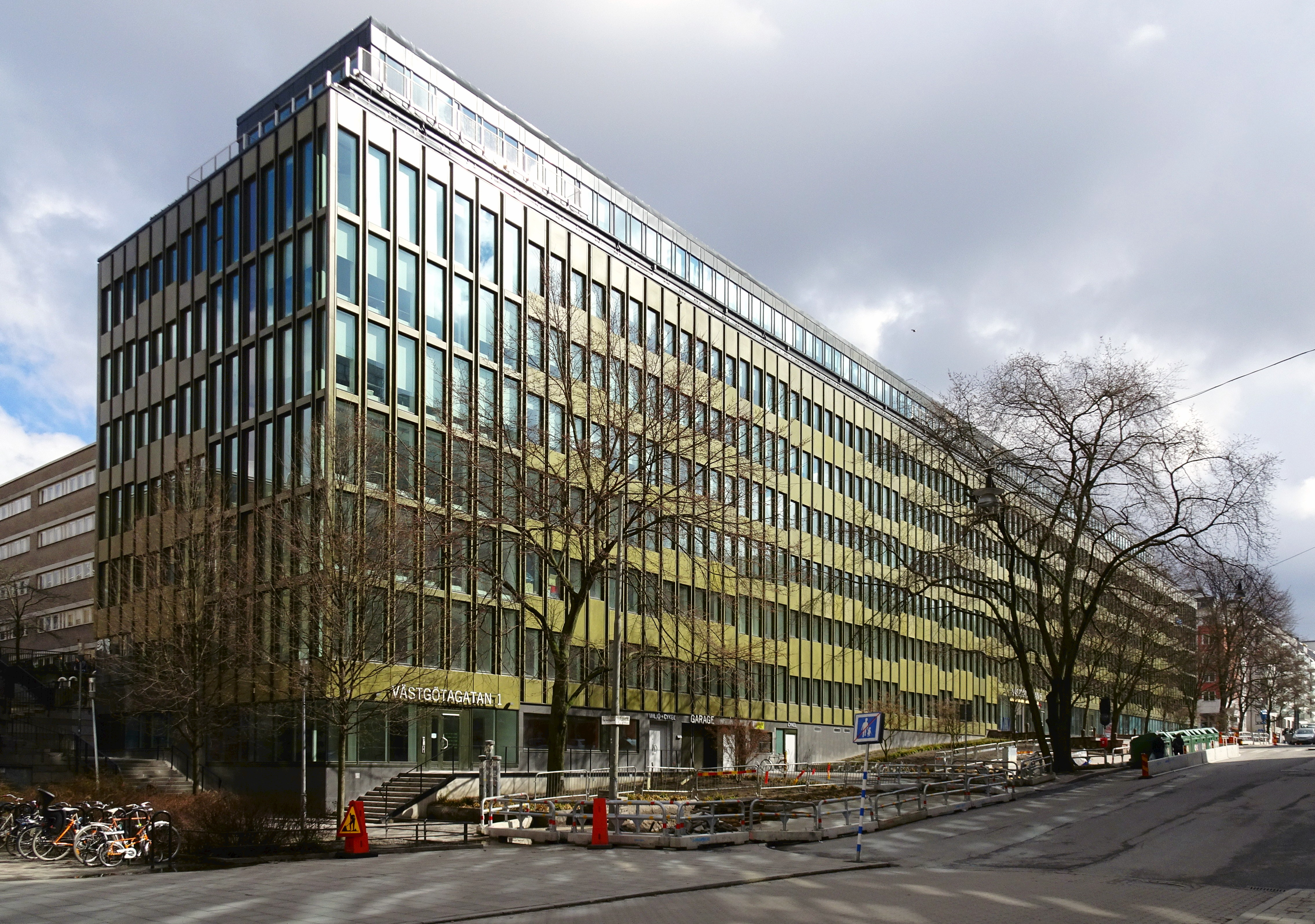
Västgötagatan söderut med kontorsfastigheten "Västgötagatan 5", 2016.

Västgötagatan är en gata på Södermalm i Stockholm. Gatan fick sitt nuvarande namn i samband med den stora namnrevisionen i Stockholm 1885.

## Historik
Västgötagatan löper väster om och parallellt med Götgatan och det var troligen Götgatan som inspirerade till namngivningen, på samma sätt som Östgötagatan som sträcker sig öster om Götgatan. Där Västgötagatan anlades kring sekelskiftet 1900 fanns tidigare den betydligt smalare Fatburs Tvärgatan, där bland annat Victoria ångkvarn låg. Idag sträcker sig Västgötagatan bakom Södermalms saluhall söderut och övergår efter några kvarter i Tjurbergsgatan.

## Intressanta byggnader vid gatan
- Södermalms saluhall
- Västgötagatan 5, tidigare kontorsfastighet för Skatteverket.
- Fatburen (byggnad), tidigare KF:s centrallager